# The Help Machine
The Help Machine é o sétimo álbum de estúdio da banda de rock estadunidense Fastball.
O álbum foi produzido por Steve Berlin dos Los Lobos, que selecionou pessoalmente as faixas para o disco a partir de uma lista de músicas fornecidas a ele pelos membros Tony Scalzo e Miles Zuniga. Steve recrutou o baixista Bruce Hughes. Isso permitiu que Tony se concentrasse nos teclados e na guitarra.
O álbum marca a primeira vez desde The Harsh Light of Day que um álbum do Fastball não contém canções coescritas por Tony e Miles.
O primeiro single do álbum, "The Help Machine", aborda os efeitos do consumismo. De acordo com Miles, "é apenas sobre o vazio e o sentimento de que as coisas que deveriam nos fazer felizes não o fazem."

## Recepção da crítica
| Críticas profissionais | Críticas profissionais |
| Avaliações da crítica  | Avaliações da crítica  |
| Fonte                  | Avaliação              |
| ---------------------- | ---------------------- |
| Allmusic               | [ 7 ]                  |
| The Austin Chronicle   | [ 8 ]                  |
| The Alternate Root     | [ 9 ]                  |

Descrito como "etéreo", o álbum também apresenta o som característico da banda com comparações com Elvis Costello e os Beatles. A revista Pop Matters se referiu ao álbum como "perfeição pop". O álbum apresenta um "som moderno e denso" e é considerado uma ótima introdução ao catálogo da banda. Os críticos chamaram o lançamento de "quase perfeito" e o consideraram um dos melhores álbuns de 2019.
Para promover o álbum, Tony Scalzo e Miles Zuniga tocaram faixas ao vivo para a revista Paste.

## Lista de faixas
1. "Friend or Foe" (Miles Zuniga) – 3:56
2. "White Collar" (Tony Scalzo) – 3:31
3. "Holding the Devil's Hand" (Miles Zuniga) – 3:12
4. "Redeemed" (Miles Zuniga) – 3:04
5. "All Gone Fuzzy" (Tony Scalzo) – 3:17
6. "The Help Machine" (Miles Zuniga) – 4:14
7. "Surprise Surprise" (Miles Zuniga) – 3:32
8. "The Girl You Pretended to Be" (Tony Scalzo) – 2:18
9. "I Go South" (Miles Zuniga) – 2:31
10. "Doesn't It Make You Feel Small" (Tony Scalzo) – 2:56
11. "Never Say Never" (Miles Zuniga) – 3:11

## Créditos
- Tony Scalzo – vocais, baixo, teclados, guitarra
- Miles Zuniga – vocais, guitarra
- Joey Shuffield – bateria, percussão

Músicos convidados
- Andy Steck – bateria, wurlitzer, juno (faixa 6), e-bow, piano (faixa 1)
- Bruce Hughes – baixo, vocais adicionais
- Charlie Sexton – guitarra (faixa 8)
- Gordy Quist – vocais adicionais
- John Chipman – bateria (faixa 1)
- Kevin McKinney – guitarra (faixa 10)
- Steve Berlin – percussão